# Jérôme De Mayer
Jérôme De Mayer (* 21. Juli 1875; † 18. August 1958) war ein belgischer Bogenschütze.
De Mayer nahm an den Olympischen Spielen 1920 in Antwerpen teil und gewann mit der Mannschaft eine Silbermedaille im Wettbewerb Bewegliches Vogelziel, 28 Meter sowie zwei Goldmedaillen in den längeren Distanzen, 33 und 50 Meter.